# Thomas Holcomb
Thomas Holcomb (sinh ngày 5 tháng 8 năm 1879 mất ngày 24 tháng 5 năm 1965) là Tham mưu trưởng Thủy quân lục chiến Hoa Kỳ thứ 17 (từ năm 1936 đến năm 1943). Ông là đại tướng đầu tiên của binh chủng thủy quân lục chiến Hoa Kỳ. Sau khi nghỉ hưu khỏi binh chủng thủy quân lục chiến, Holcomb làm bộ trưởng Nam Phi từ năm 1944 đến năm 1948.

### Tư liệu
- "General Thomas Holcomb, USMC, Seventeenth Commandant". Who's Who in Marine Corps History. United States Marine Corps History Division. Bản gốc lưu trữ ngày 8 tháng 5 năm 2013. Truy cập ngày 16 tháng 10 năm 2012.
- Smith, Gibson B. (1988). Thomas Holcomb 1879-1965: Register of His Personal Papers. Washington D.C.: United States Marine Corps Historical Division. PCN 19000318900.
- Allan Reed Millett and Jack Shulimson, biên tập (2004). Commandants of the Marine Corps. Annapolis, Maryland: Naval Institute Press. tr. 253–281. ISBN 978-0-87021-012-9.
- Hearn, Chester G. (2003). "Commandant Thomas Holcomb". The Illustrated Directory of the United States Marine Corps. Zenith Imprint. tr. 170. ISBN 0-7603-1556-6. Truy cập ngày 19 tháng 2 năm 2008.[liên kết hỏng]
- David J. Ulbrich (2011). Preparing for Victory: Thomas Holcomb and the Making of Modern Marine Corps, 1936-1943. Annapolis, Maryland: Naval Institute Press. ISBN 1-59114-903-7.